# 넥스트 제너레이션 (잡지)
넥스트 제너레이션(Next Generation)은 이매진 미디어 (현 퓨처 US)가 발간했던 비디오 게임 잡지였다. 1995년 1월부터 출간하기 시작해 2002년 1월까지 17년 동안 출판됐다. 본사는 캘리포니아주 브리즈번에 있었다.
초기에는 3DO, 아타리 재규어, 그리고 창간 당시에는 아직 출시되지 않았던 세가 새턴 및 플레이스테이션 등 32비트 게임기들을 위주로 취재했다. 동시대 경쟁사였던 게임프로나 일렉트로닉 게이밍 먼슬리와는 달리 비디오 게임보다는 산업에 초점을 맞췄다.